# 林茨主广场

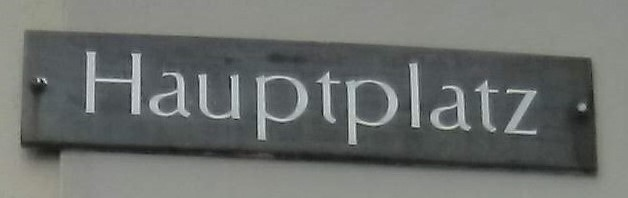

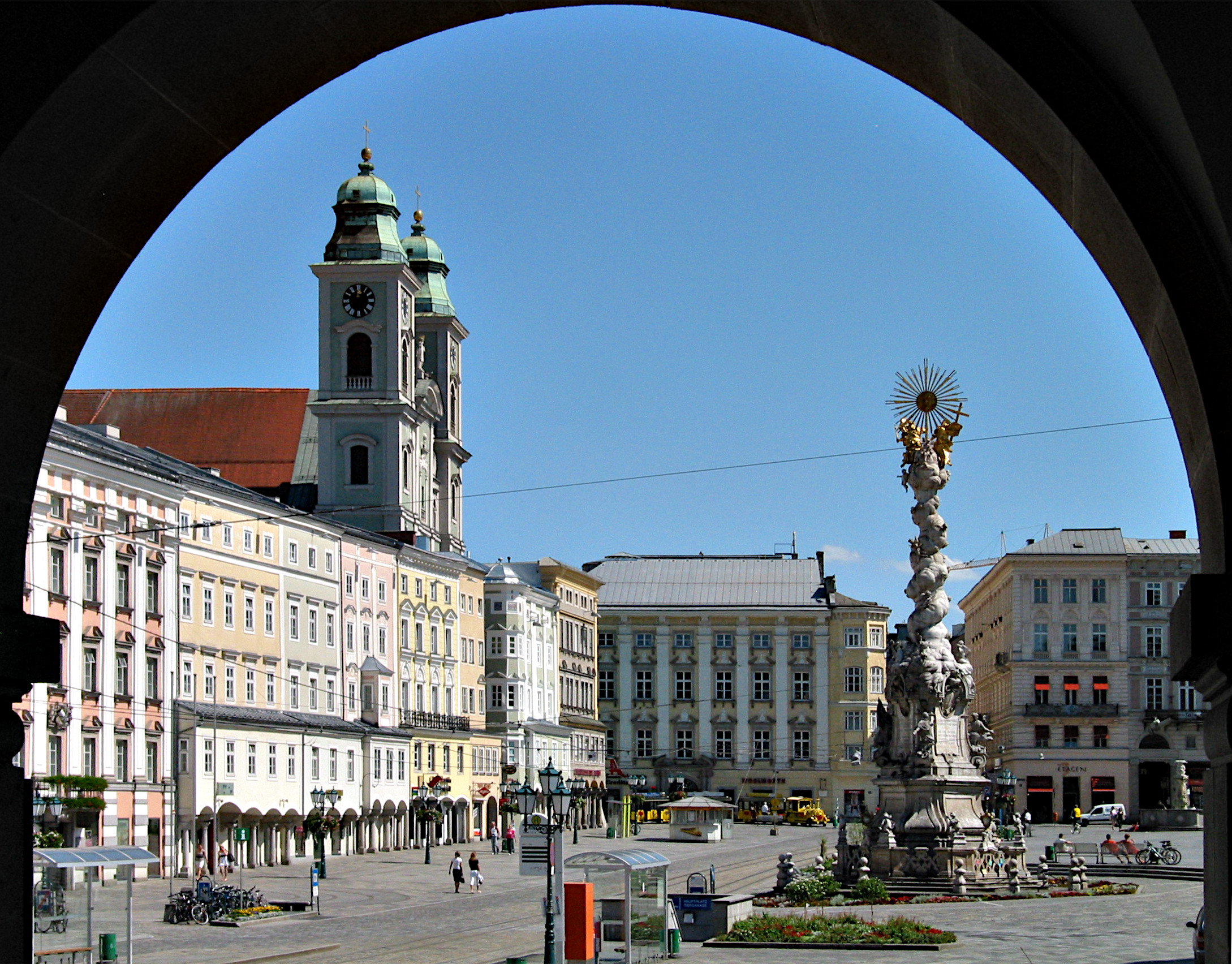

林茨主广场（Linzer Hauptplatz）位于奥地利林茨的市中心，占地 13,140 m²，是奥地利最大的封闭广场之一。它与多瑙河只有一街之隔。

## 历史
在1207年城市扩张的基础调查中，标出了新城墙、主广场和城市堂区教堂（Stadtpfarrkirche）的位置。主广场建于 1230 年左右，现在长 219 米，宽 60 米（总面积 13,140 平方米）。历史上，主广场曾多次更名。 19世纪初定为现名。1873年，以皇帝弗朗茨·约瑟夫一世命名为“弗朗茨·约瑟夫广场”（Franz-Josephs-Platz）。1918年11月12日宣布奥地利第一共和国成立，广场更名为“11月12日广场”（Platz des 12. Novembers）。1934 年恢复“弗朗茨·约瑟夫广场”名称。1938年德奥合并后命名为“阿道夫·希特勒广场”（Adolf-Hitler-Platz）。1945年最后一次更名，恢复“主广场”名称。
自建成以来，主广场一直用于商贸活动，地价较高。因此，广场周围的建筑都是立面狭窄，而向后的进深较大。
1521年5月25日，斐迪南一世举行隆重的林茨婚礼（Linzer Hochzeit），迎娶安娜·雅蓋洛，并取得匈牙利王位。

## 建筑物
在主广场或附近有一些林茨历史上的重要建筑。
- 林茨旧市政厅（Altes Rathaus）仍然是林茨市长的所在地，建于 1513 年至 1514 年。